# El llarg viatge
El llarg viatge és una escultura situada en l'encreuament de la rambla de Prim i la rambla de Guipúscoa en el districte de Sant Martí de Barcelona.
Realitzada per l'artista gironí Francesc Torres Monsó, per encàrrec de l'Ajuntament de Barcelona i que va ser inaugurada tres mesos abans del començament dels Jocs Olímpics de Barcelona 1992.
L'obra té sis metres d'alçària, és d'aspecte constructivista pels seus volums geomètrics col·locats com un monòlit fragmentat, ha estat emplaçada en la vora d'un llac artificial de seixanta metres de llarg.